# Ромэй, Лина (певица)
Мария Елена «Лина» Ромэй (англ. Maria Elena «Lina» Romay, 16 января 1919 — 17 декабря 2010) — американская актриса и певица. Родилась в 1919 году в Бруклине, штат Нью-Йорк, в семье Порфирио Ромая, тогдашнего атташе мексиканского консульства в Лос-Анджелесе.

## Биография
Некоторое время выступала с Шавьером Кугатом, прежде чем уйти из шоу-бизнеса. Появилась в Cugat Rumba Revue на радио NBC в начале 1940-х годов. Вместе с Кугатом и его оркестром снялась в фильмах «Ты никогда не была восхитительнее» (1942) и «Прекрасная купальщица» (1944).
До того как петь с Кугатом, Ромай пела с оркестром Ораса Хейдта, заявленная как «Жозетта, француженка».
Была замужем за Джоном Лоренсом Адамсом, а позже стала третьей женой Джея Гулда III, за которого вышла замуж 30 июня 1953 года.
Лина Ромай умерла в возрасте 91 года 17 декабря 2010 года естественной смертью в больнице в Пасадене, штат Калифорния.

## Фильмография
| Год     | Заголовок                         | Роль                             | Примечания                                                |
| ------- | --------------------------------- | -------------------------------- | --------------------------------------------------------- |
| 1942 г. | Ты никогда не была восхитительнее | певица в оркестре Шавьера Кугата | в титрах не указана                                       |
| 1943 г. | Солдатский клуб                   | певица в оркестре Шавьера Кугата | в титрах не указана                                       |
| 1943 г. | Жар плоти не остановить           | Лина                             | в титрах не указана                                       |
| 1943 г. | Больше не ходи вокруг             | камео                            | короткометражный                                          |
| 1944 г. | Две девушки и моряк               | камео                            |                                                           |
| 1944 г. | Прекрасная купальщица             | камео                            |                                                           |
| 1945 г. | Выходные в Вальдорфе              | Хуанита                          |                                                           |
| 1945 г. | Приключение                       | Мария                            |                                                           |
| 1946 г. | Любовь смеется над Энди Харди     | Изобель Гонсалес                 |                                                           |
| 1947 г. | Медовый месяц                     | Ракель Мендоса                   |                                                           |
| 1947 г. | На этот раз насовсем              | певица с оркестром Кугата        | в титрах не указана                                       |
| 1948 г. | Обнимать тебя                     | Либби Деннис                     |                                                           |
| 1949 г. | Six-Gun Music                     | Джуди                            | короткометражный                                          |
| 1949 г. | Шайеннский ковбой                 | Кейт Хармон                      | короткометражный                                          |
| 1949 г. | Джо Палоока в большой битве       | Максин                           |                                                           |
| 1949 г. | Сеньор Друпи                      | камео                            | MGM, анимационный, короткометражный фильм с живым актёром |
| 1949 г. | Большое колесо                    | Долорес Раймонд                  |                                                           |
| 1949 г. | Paul Whiteman’s Goodyear Revue    | регулярно                        | (1949—1952)                                               |
| 1949 г. | The Lady Takes a Sailor           | Ракель Ривьера                   |                                                           |
| 1953 г. | Человек под прикрытием            | Чона Дегнон                      |                                                           |
| 1957 г. | Приключения Оззи и Харриет        | Кармелита                        | эпизод: «Дуэнья»                                          |
| 1957 г. | Шоу Рэда Скелтона                 | Кармен                           | 2 серии (финальное появление)                             |